# Museu Liebig

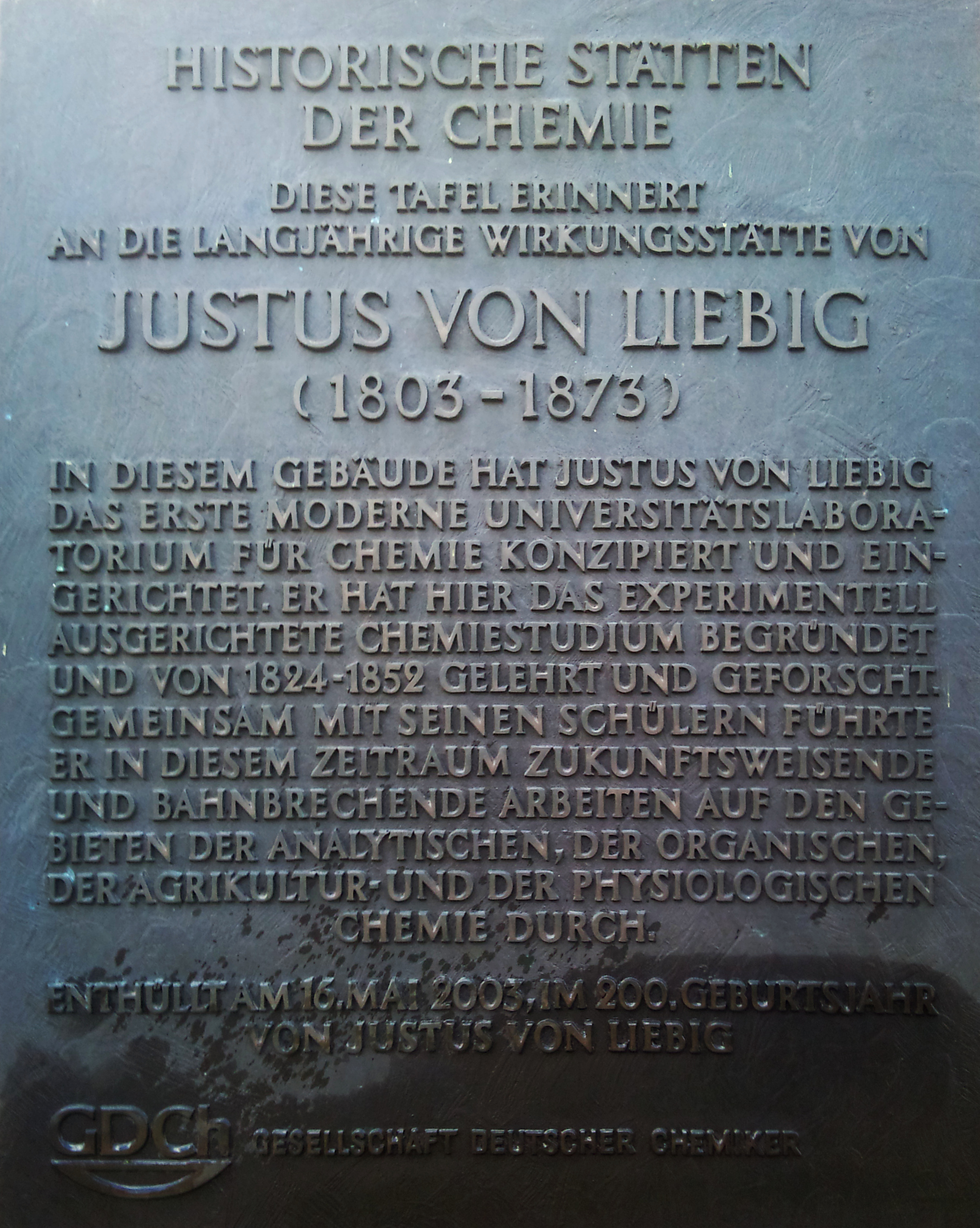
Placa: Historische Stätte der Chemie de 2003

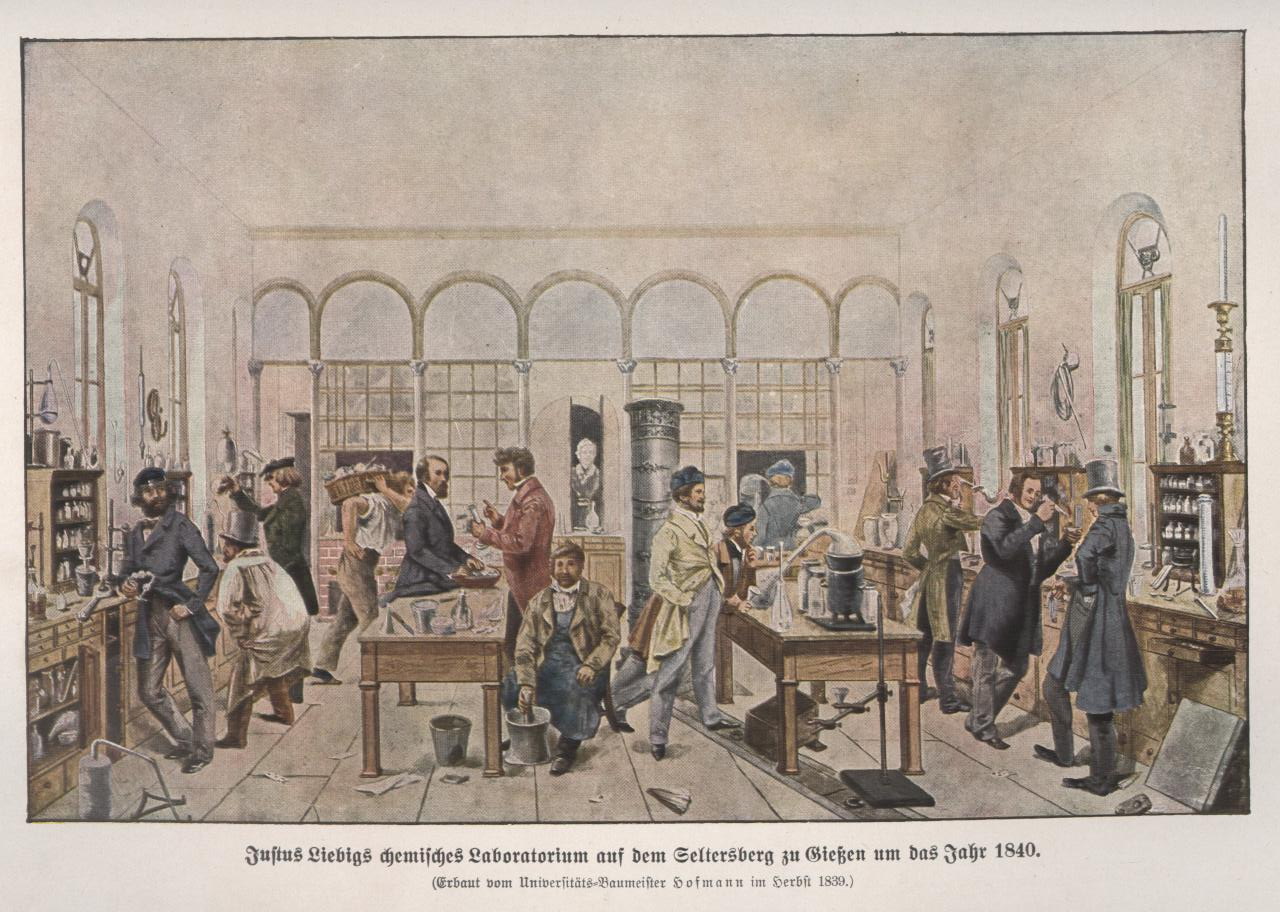
Liebig no Laboratório Analítico, ca. 1840 (sala 11 do museu)

O  Museu Liebig (em alemão:  Liebig-Museum) é um museu científico fundado em 1920 em Gießen, dedicado ao químico Justus von Liebig. O museu mostra as condições de trabalho e as ferramentas da época do antigo Instituto de Química, onde Liebig viveu e pesquisou durante sua carreira de professor na Universidade de Giessen, de 1824 a 1852. O Museu Liebig é um dos mais importantes museus sobre química e foi nomeado em 2003 pela Sociedade Alemã de Química como Local Histórico da Química. A edificação foi inicialmente uma casa de guarda de uma caserna, remodelada por Liebig.